# Chapada Gaúcha
Chapada Gaúcha är en kommun i Brasilien.   Den ligger i delstaten Minas Gerais, i den sydöstra delen av landet, 270 km öster om huvudstaden Brasília. Antalet invånare är 10 792.
Omgivningarna runt Chapada Gaúcha är huvudsakligen savann. Runt Chapada Gaúcha är det mycket glesbefolkat, med 2 invånare per kvadratkilometer.